# Pierre-Jean Hellemans
Pour les articles homonymes, voir Hellemans.
Pierre-Jean Hellemans, né le 21 novembre 1787 à Bruxelles et mort le 13 août 1845 dans la même ville, est un peintre belge préromantique spécialisé dans les paysages.

## Biographie
Pierre Jean Hellemans est né à Bruxelles, dans la maison de ses parents sise à la Grande rue au Beurre, le 21 novembre 1787 et fut baptisé  le lendemain à l'église Saint-Nicolas. Son père, Joannes Josephus Hellemans était originaire d'Anvers, où il avait été baptisé à Notre-Dame en 1752. En fait, celui-ci devint habitant de Bruxelles dès son jeune âge, dès 1762, car son père Franciscus Hellemans, fabricant de fils, né à Edegem, s'était fixé à Bruxelles et en avait obtenu la bourgeoisie en 1765. Joannes Josephus Hellemans, marchand de fils comme son père épousa à Bruxelles, à Saint-Nicolas le 31 août 1784, une bruxelloise, Marie Alexis Doremans, née à Bruxelles, baptisée à Saint-Nicolas, habitant également à la Grande rue au Beurre, et qui était la fille de Jean Doremans, maître argentier, maître orfèvre, et de son épouse Marie Catherine Joseph Stoefs qui s'étaient mariés à Saint-Nicolas le 10 octobre 1744.
Pierre Jean Hellemans, exempt de service militaire épousa à Bruxelles le 21 février 1821 sa nièce Jeanne Marie Joséphine Hellemans, peintre de fleurs et de fruits, née à Bruxelles le 11 janvier 1796, fille de son frère Urbain et d'Anne Jacqueline Morren. Urbain Hellemans, qui avait été doyen des merciers en 1793, de la Nation de Saint-Gilles, était déjà mort et sa veuve était alors qualifiée de marchande. Jeanne Hellemans, épouse de Pierre Jean, mourut à Bruxelles, à son domicile, à la rue des Boîteux, le 1er octobre 1837. Leur fils, Joseph, né à Bruxelles en 1827, sera caissier principal à la Banque nationale et épousera à Bruxelles en 1857 Alida Picard. Leur deuxième fils, Urbain Louis, né à Bruxelles en 1834, propriétaire, épousa à Bruxelles en 1864 Marie Hortense Jambers, fille du brasseur bruxellois Jean Baptiste Jambers.              
Pierre-Jean Hellemans est élève de Jean-Baptiste Rubens et de Jean-Baptiste De Roy à l'Académie de Bruxelles entre 1807 et 1809. François-Joseph Navez est l'un de ses camarades de classe. À l'académie, il  remporte tous les prix de concours existants dans sa discipline. Il s'intéresse d'abord aux sujets mythologiques, historiques et religieux, comme son Énée et Vénus et son Sacrifice d'Abel.
Il se tourne rapidement vers la peinture de paysage, préférant les vues pittoresques de la région bruxelloise - encore rurale - et des Ardennes : Anderlecht, Schaerbeek, Forêt de Soignes, Waterloo, la Meuse, sur des châteaux comme celui de Laeken ou « La Follie » à Écaussinnes-d'Enghien. Ses paysages sont parfois complétés par des animaux du peintre animalier Eugène Verboeckhoven et dessinés par tous les deux. Il prête également son concours en peignant les paysages de Charles Brias.
Ses paysages sont d'une valeur inestimable pour la connaissance de la topographie des nombreux villages et maisons de campagne qu'il a peints. Des sites qui sont aujourd'hui souvent absorbés par la ville.
Pierre Jean Hellemans est mort le 13 août 1845 à son domicile bruxellois du n° 21 de la rue des Boîteux.